# Андрюс
«Андрюс» («Andrius») — радянський художній фільм 1980 року, знятий режисером Альгірдасом Арамінасом на Литовській кіностудії.

## Сюжет
Після таємничих слів «біте-ріте-балтаріте» Андрюс, учень музичної школи, відразу потрапляв у фантастичний світ, позбавлений усіляких неприємностей. Коли у Вільнюс приїхав празький дитячий хор, його гостем стала дівчинка Яна. Діти потоваришували й Андрюс подарував їй чарівні слова.

## У ролях
- Едвін Менчиков — Андрюс (дублював Діма Аристархов)
- Інга Брунзайте — Яна (дублювала Маша Мушкатіна)
- Донатас Баніоніс — Раупленас (дублював О. Дем'яненко)
- Індра Андрашюнайте — Габі (дублювала М. Бугакова)
- Ірена Марія Леонавічюте — вчителька (дублювала Л. Колпакова)
- Гедимінас Карка — дідусь Яни, празький годинникар
- Лаймуте Штрімайтіте — мати Андрюса
- Андрюс Шюша — вчитель музыки
- Раймонда Буйвидавичюте — керівник чеської групи
- Р. Беляускайте — роль другого плану
- Д. Беляускас — Іржи
- В. Беляускас — Марек
- А. Гудайтіс — роль другого плану
- Стасіс Йонінас — роль другого плану
- Л. Паулаускас — роль другого плану
- Д. Рупшіс — роль другого плану
- Д. Стульгіте — роль другого плану
- Гедрюс Бутвілас — роль другого плану
- Аугустас Шавяліс — роль другого плану
- Сімонас Тарвідас — роль другого плану
- Лукас Жиліс — роль другого плану
- Лінас Жиліс — роль другого плану

## Знімальна група
- Режисер — Альгірдас Арамінас
- Сценарист — Віолетта Пальчінскайте
- Оператор — Йонас Марцинкявічюс
- Композитор — Бронісловас-Вайдутіс Кутавічюс
- Художник — Альгірдас Нічюс